# Rivière Saint-Roch
Pour les articles homonymes, voir Saint-Roch.
La Rivière Saint-Roch est un affluent du Fleuve Saint-Jean, coulant au :
- Québec (Canada) : dans la région administrative de Chaudière-Appalaches, dans L'Islet (municipalité régionale de comté), dans les municipalités de Sainte-Perpétue (L'Islet), Saint-Omer (Québec), Saint-Pamphile ;
- Maine (États-Unis) : dans le comté d’Aroostook, dans le canton T15 R15 Wels.

Son cours coule surtout en région forestière dans une vallée enclavée dans les Monts Notre-Dame. Son cours est situé entre la rivière du Rochu (ou Little St Rock River) (côté Nord-Est) et la rivière des Gagnon (côté Sud-Ouest).

## Géographie
La partie supérieure de la «Rivière Saint-Roch» débute dans les Monts Notre-Dame, dans la municipalité de Sainte-Perpétue (L'Islet), dans la municipalité régionale de comté (MRC) de L’Islet. Cette source est située à :
- 15,0 km au Nord-Ouest de la frontière entre le Québec et le Maine ;
- 9,8 km au Nord-Est du centre du village de Sainte-Perpétue (L'Islet) ;
- 35,3 km au Nord-Ouest de la confluence de la rivière Saint-Roch ;
- 35,0 km au Sud-Est du centre du village de Saint-Jean-Port-Joli.

La rivière Saint-Roch coule sur 44,0 km selon les segments suivants :
Cours supérieur de la rivière (segment de 27,6 km au Québec)
À partir de la source en montagne, la rivière Saint-Roch coule sur :
- 8,1 km vers le Sud dans Sainte-Perpétue (L'Islet), en coupant le chemin du rang Taché-Est, jusqu’à la limite de la municipalité de Saint-Omer ;
- 1,6 km vers le Sud dans Saint-Omer, jusqu’à la limite de la municipalité de Sainte-Perpétue (L'Islet) ;
- 150 m vers le Sud dans Sainte-Perpétue (L'Islet), jusqu’à la confluence de la rivière Saint-Roch Nord (venant du Nord-Ouest) ;
- 0,8 km vers le Sud-Est, jusqu’à la limite de la municipalité de Saint-Pamphile ;
- 2,8 km (ou 1,5 km en ligne directe) en serpentant vers le Sud-Est, jusqu’au pont du Petit rang du Nord ;
- 2,1 km (ou 1,5 km en ligne directe) en serpentant vers le Sud-Est, jusqu’au pont du rang des Pelletier ;
- 7,3 km (ou 3,1 km en ligne directe) en serpentant vers le Sud-Est et en chevauchant la limite entre Saint-Omer (Québec) et Saint-Pamphile, jusqu’au pont du rang des Gagnon ;
- 2,3 km (ou 1,4 km en ligne directe) en serpentant vers le Sud-Est, jusqu’au pont du 6e rang ;
- 1,6 km vers le Sud-Est, jusqu’à la confluence de la rivière des Gagnon (rivière Saint-Roch) (venant du Sud-Ouest) ;
- 0,8 km vers le Sud-Est, jusqu’à la frontière entre le Québec et le Maine.

Cours inférieur de la rivière (segment de 16,4 km au Maine désignée « Shields Branch »)
À partir de la frontière entre le Québec et le Maine, la rivière « Shields Branch » coule sur :
- 2,0 km vers le Sud-Est dans le Maine, jusqu’à la « Little Saint-Roch River » (venant du Nord-Est). Note : Ce cours d’eau prend sa source au Québec où il est désigné rivière du Rochu ;
- 9,3 km (ou 4,7 km en ligne directe) vers le Sud-Est en serpentant en fin de segment, jusqu’au pont routier ;
- 5,1 km (ou 2,3 km en ligne directe) vers le Sud-Est, en serpentant jusqu’à la confluence de la rivière[1].

La « Rivière Saint-Roch » se déverse dans une courbe de rivière sur la rive Nord de la Grande rivière Noire, dans le canton T14 R15 Wels, du comté d’Aroostook. Cette confluence est située à :
- 8,5 km au Sud-Est de la frontière entre le Canada et les États-Unis ;
- 13,7 km à l’Ouest de la confluence du Grande rivière Noire ;
- 11,6 km au Sud-Est du centre du village de Saint-Pamphile, au Québec.

## Toponymie
Le toponyme "Rivière Saint-Roch" a été officialisé le 5 décembre 1968 à la Commission de toponymie du Québec.